# Anreade
Anreade is een plaats (freguesia) in de Portugese gemeente Resende en telt 1168 inwoners (2001).